# Garyops
Genre
Synonymes
- Sternophorus Chamberlin, 1923

Garyops est un genre de pseudoscorpions de la famille des Sternophoridae.

## Distribution
Les espèces de ce genre se rencontrent en Amérique du Nord, en Amérique centrale et aux Antilles.

## Liste des espèces
Selon Pseudoscorpions of the World (version 3.0) :
- Garyops centralis Beier, 1953
- Garyops depressus Banks, 1909
- Garyops ferrisi (Chamberlin, 1932)
- Garyops sini (Chamberlin, 1923)

## Publication originale
- Banks, 1909 : New Pseudoscorpionida. Canadian Entomologist, vol. 41, p. 303-307 (texte intégral).